# تدقيق فردي

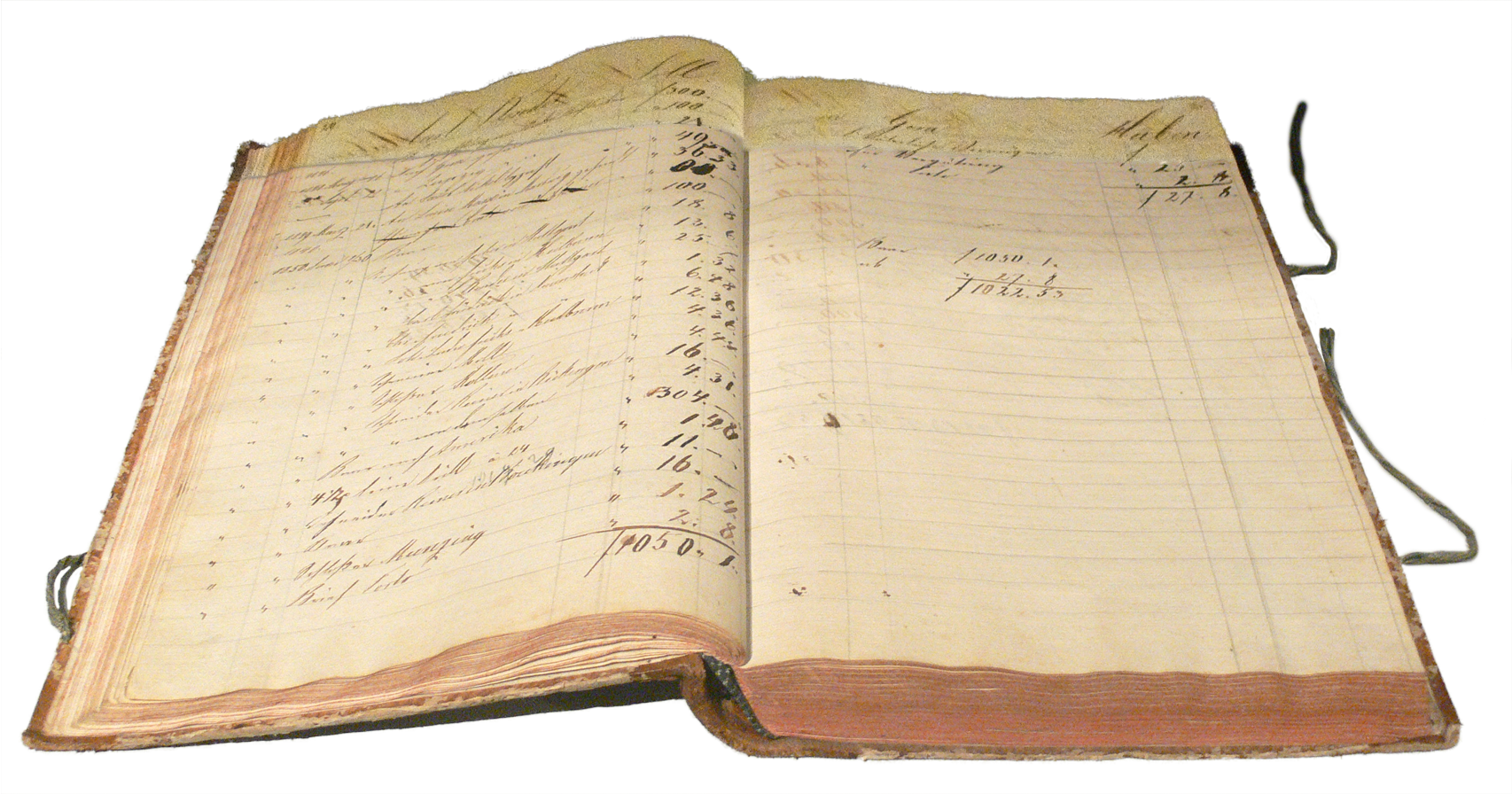

في الولايات المتحدة، التدقيق الفردي، والجزء إف الفرعي من التوجيهات الموحدة لمكتب الإدارة والميزانية، هو عبارة عن تدقيق أو فحص دقيق على مستوى المنظمة للوحدة التي تنفق ما يزيد عن 750,000 دولارًا من المساعدات الفيدرالية (والمعروفة أيضًا بالأموال الفيدرالية أو المنح الفيدرالية أو المكافآت الفيدرالية) المستلمة لتنفيذ عملياتها. يُجرى التدقيق الفردي عادة بشكل سنوي، ويهدف إلى تزويد حكومة الولايات المتحدة الفيدرالية بالضمان المتعلق بإدارة المستفيدين لتلك الأموال واستخدامهم لها، كالولايات والمدن والجامعات والمنظمات غير الربحية والقبائل الهندية. عادةً ما يجري محاسب قانوني معتمَد مستقل عملية التدقيق التي تشمل العناصر المالية وعناصر الالتزام. يجب أن يُحال التقييم الفردي إلى غرفة المقاصة الفيدرالية إلى جانب نموذج جمع البيانات، نموذج التقديم – قائمة التدقيق الفردي (SF-SAC).

## تاريخيًا
قبل تطبيق التدقيق الفردي، عولت الحكومة الفيدرالية على الكثير من عمليات التدقيق المنفذة على البرامج الفردية الممولة فيدراليًا لضمان إنفاقها بشكل مناسب. أصبحت مهمة التدقيق صعبة بشكل متزايد ومستهلكة للوقت، وذلك بسبب امتلاك الحكومة العديد من الوكالات المانحة لمئات البرامج المختلفة. ولمعالجة ذلك، وحد قانون التدقيق الفردي لعام 1984 متطلبات التدقيق لجميع الولايات والحكومات المحلية وحكومات القبائل الهندية التي تحصل على برامج المساعدات المالية الفيدرالية.
في عام 1985، أصدر مكتب الإدارة والميزانية في الولايات المتحدة منشور إيه- 128، «تدقيقات الولايات والحكومات المحلية»، لمساعدة المستفيدين ومدققي الحسابات على تطبيق التدقيق الفردي الجديد. وفي عام 1990، وسع مكتب الإدارة والميزانية عملية التدقيق الفردي إداريًا لتضم المنظمات غير الربحية بإصدار منشور مكتب الإدارة والميزانية إيه- 133، «تدقيقات مؤسسات التعليم العالي ومنظمات غير ربحية أخرى» والذي حل محل منشور إيه- 128. وحدت التوجيهات والأحكام الجديدة عملية التدقيق الفردي في الولايات المتحدة لتشمل جميع الولايات والحكومات المحلية والمنظمات غير الربحية والمؤسسات الحاصلة على التمويل الفيدرالي من حكومة الولايات المتحدة. في 26 ديسمبر 2013، أصدر مكتب الإدارة والميزانية المتطلبات الإدارية الموحدة وأساسيات التكلفة ومتطلبات تدقيق المكافآت الفيدرالية، والتي توحد متطلبات التدقيق والالتزام لدوائر الحكومة والمنظمات غير الربحية ومؤسسات التعليم العالي. دُونت المتطلبات الموحدة في البند الثاني من قانون اللوائح الفيدرالية، وفي الجزء 200 من متطلبات التدقيق الفردي الموجودة في الجزء الفرعي إف من هذا القسم. يمكن استبدال مصطلح البند الثاني من قانون اللوائح الفيدرالية بمصطلح التوجيهات الموحدة.

## الهدف والعناصر
تقدم الحكومة الفيدرالية للمستفيدين مجموعة شاملة من المساعدات الفيدرالية تزيد قيمتها عن 400 مليار دولارا سنويًا. وتُقدَّم تلك المساعدات عبر آلاف المنح والمكافآت الفردية سنويًا بهدف إفادة عامة الشعب في مجالات التعليم والصحة والسلامة العامة والرفاهية والأعمال الحكومية وغيرها. مع ذلك، وكشرط للحصول على تلك المساعدات، يجب على المستفيدين اتباع القوانين والأنظمة الفيدرالية المطبقة في الدولة، إضافةً إلى الأحكام الخاصة المتعلقة بالمساعدات المحددة. يزود التدقيق الفردي الحكومة الفيدرالية بضمان اتباع المستفيدين بالتوجيهات المماثلة بامتلاك تقرير عن التزامهم من مصدر خارجي مستقل (المحاسب القانوني المعتمد). مع ذلك، يطبَّق ذلك فقط على الولايات والحكومات المحلية والمستفيدين غير الربحيين الذين يزيد إنفاقهم في عام واحد عن 750,000 من تلك المساعدات.
يشتمل التدقيق الفردي على فحص كل من سجلات المستفيدين المالي وبياناتهم المالية، بالإضافة إلى معاملات المكافآت الفيدرالية ونفقاتها والإدارة العامة لعملياتها وأنظمة التحكم الداخلية والمساعدات الفيدرالية المكتسبة خلال فترة التدقيق (الفترة الزمنية التي تُفحص فيها عمليات المستفيدين في التدقيق الفردي، وعادة ما تغطي السنة الطبيعية أو المالية). يُقسم التدقيق الفردي إلى عنصرين: الالتزام والمالي.
يغطي عنصر الالتزام في التدقيق الفردي دراسة وفهم المستفيدين (مرحلة التخطيط) واختبارهم وتقييمهم (مرحلة الفحص) فيما يتعلق باستخدام القوانين والأنظمة وتنفيذها والالتزام بها. بينما يشبه العنصر المالي عملية التدقيق المالي لوحدة غير فيدرالية تتضمن  تدقيق البيانات المالية والملاحظات المصاحبة لها. يمكن أن يكون التدقيق الفردي بسيطًا ومباشرًا، أو معقدًا وشاقًا اعتمادًا على المستفيد. وذلك بسبب وجود الملايين من المنح الفيدرالية السنوية لآلاف المستفيدين، والذي يمتلك كل منهم طريقته الخاصة في الإدارة. وبالتالي، يختلف التدقيق الفردي لدى كل مستفيد وبرنامج عن الآخر.
ولتلك الأسباب، تطالب الحكومة الفيدرالية مدققي الحسابات بإجراء تدقيق الالتزام للمستفيد ضمن مرحلتي التخطيط والفحص. أثناء المرحلة الأولى، أو ما يُعرف بمرحلة التخطيط، يجب على مدققي الحسابات دراسة المستفيد، وتحديد وجود المخاطرات المرتفعة أو المنخفضة التي لا يتبع فيها المستفيد القوانين والأنظمة، وتحديد البرامج الفيدرالية وتقييمها. أما المرحلة الثانية، والتي تًعرف بمرحلة الفحص أو التدقيق، يدقق مدققو الحسابات فعليًا المساعدات والبرامج الفيدرالية. تُعتبر مرحلة التخطيط جزءًا مكملًا للتدقيق الفردي لأنها تسمح لمدققي الحسابات بتصميم وإجراء التدقيق بناءً على نوعية المستفيدين وخصائصهم واحتياجاتهم.

## تدقيق الإلتزام: مرحلة التخطيط

### المخاطرات المرتفعة والمنخفضة للكيان الخاضع للتدقيق
قبل تحديد أي من البرامج الفيدرالية المراد فحصها، يجب على مدققي الحسابات أولًا تحديد وجود الكيانات الخاضعة للتدقيق ذات المخاطرات المرتفعة والمنخفضة بناءً على معايير محددة. الكيان ذو المخاطرة المرتفعة هو مستفيد يمتلك مخاطرة مرتفعة بعدم الالتزام بالقوانين والأنظمة الفيدرالية، بينما يكون الكيان ذو المخاطرة المنخفضة عكس ذلك تمامًا. وضعت التوجيهات الموحدة متطلبات معينة يجب أن يستوفيها المستفيد ليُعتبر ذو مخاطرة منخفضة. ويشتمل ذلك على تقييم التالي لكل من فترتي التقييم سابقة الذكر:
- إجراء التدقيق الفردي على أسس سنوية في الأعوام السابقة.
- تكون آراء مدققي الحسابات غير مُعدلة حول البيانات المالية وبرنامج النفقات الفيدرالية.
- عدم تحديد نقاط ضعف مادية.
- عدم إبلاغ مدقق الحسابات عن ارتياب كبير حول إمكانية الكيان الخاضع للتدقيق بالاستمرار كمنشأة قائمة.
- عدم امتلاك أي من البرامج الفيدرالية نتائج تدقيق لأي من التالي بما يتعلق بفترتي التقييم آنفتي الذكر والتي صُنفت كبرنامج من الفئة أ:
- نقص في الرقابة الداخلية والتي حُددت كنقاط ضعف مادية في تقرير مدقق الحسابات حول الرقابة الداخلية للبرامج الرئيسية.
- رأي مُعدَّل عن البرامج الرئيسية في تقرير مدقق الحسابات حول تلك البرامج أو⸵
- التكاليف المعروفة أو المرجح استجوابها والتي تزيد عن نسبة 5% من المجموع الكلي للمكافآت الفيدرالية المُنفقة لبرنامج من الفئة أ خلال فترة التدقيق.

تستخدم التوجيهات الموحدة تقرير المخاطرات المرتفعة والمنخفضة لتنظيم مقدار الدولار في النفقات الفيدرالية الواجب تدقيقها. إلا أن مدقق الحسابات هو من يؤسس العمل الفعلي الضروري للتدقيق الفردي، وضع مكتب الإدارة والميزانية حدًا لتدقيق الكيانات الخاضعة للتدقيق ذات المخاطرات المرتفعة والمنخفضة. في الكيانات ذات المخاطرة المرتفعة، يُطلب من مدقق الحسابات أن يدقق ما لا يقل عن 40% من جميع المساعدات الفيدرالية المُستلمة خلال العام. وينقص ذلك الحد في حالة الكيانات ذات المخاطرة المنخفضة إلى 20%.
يؤثر هذا التحديد على كامل عملية التدقيق الفردي بسبب ضبط مدقق الحسابات لهدف التدقيق وفقًا لذلك. وبما أنه ينبغي على مدقق الحسابات تقديم رأي للحكومة الفيدرالية حول التزام المستفيد وبرنامجه بالقوانين والأنظمة، فإنه ينفذ الإجراءات الكافية لإثبات صحة رأيه.

## تحديد البرامج الرئيسية

### الخطوة الأولى: الفئة أ أو الفئة ب
لتحديد أي من البرامج الفيدرالية المراد تدقيقها ضمن تدقيق الالتزام، تحدَّد المساعدات الفيدرالية التي ينفقها المستفيدون (تدعى أيضًا بالنفقات الفيدرالية) خلال عام واحد عبر اسم البرنامج والوكالة الفيدرالية ورقم بيان المساعدة المحلية الفيدرالية. تُجمع تلك النفقات الفيدرالية بعد ذلك لتحديد مقدار الإنفاق الكلي خلال العام. ينفَّذ التدقيق الفردي لأي مستفيد تبلغ نفقاته الفيدرالية أو تزيد عن 750,000 دولار. ولا ينفَّذ في حال لم يستوفي المستفيد هذه العتبة، إلا أن المستفيد يمكنه اختيار الحصول على برنامج تدقيق معين (تدقيق برنامج فيدرالي فردي، دون تدقيق الوحدة كاملة). حالما يُجرى التحديد، يتطلب الجزء 200.518 من البند الثاني من قانون اللوائح الفيدرالية تصنيف البرامج الفيدرالية إلى مجموعتين: برامج الفئة أ وبرامج الفئة ب.